# 金海中部警察署
金海中部警察署（キメジュンブけいさつしょ）は、慶南地方警察庁所管の警察署である。

## 沿革
- 1945年10月21日 - 金海警察署として開所。
- 1989年4月1日 - 釜山北部警察署へ2支署を移管。
- 2008年12月30日 - 金海西部警察署開所に伴い金海中部警察署に改称。

## 管轄区域
- 金海市のうち東上洞、会峴洞、府院洞、内外洞、北部洞、活川洞、三安洞、仏岩洞、生林面、大東面、上東面

## 管轄地区隊
- 蓮池地区隊
- 王陵地区隊
- 神魚地区隊

## 管轄派出所
- 大東派出所
- 上東派出所
- 生林派出所

## 管轄治安センター
- 外洞治安センター
- 東上治安センター
- 公団治安センター
- 仏岩治安センター
- 活川治安センター